# Tomacaya (Lima)
Tomacaya es una localidad peruana ubicada en el distrito de Manás, perteneciente a la provincia de Cajatambo del departamento de Lima, al centro oeste del Perú. 

## Ubicación
Tomacaya se ubica al oeste de la provincia de Cajatambo, en el distrito de Manás, en el departamento de Lima.

## Demografía
En 2017 Tomacaya tenía una población de 1 habitante y 1 vivienda.